# Paul Becker (Politiker, 1885)
Theodor Heinrich Paul Becker (* 27. Mai 1885 in Haynau; † nach 1938) war ein deutscher Politiker (SPD).

## Leben
Becker stammte aus Schlesien und war gelernter Metallarbeiter. Zwischen 1925 und 1933 arbeitete er als Bleilöter in Berlin-Adlershof, zwischen 1937 und 1938 übte er den gleichen Beruf in Berlin-Köpenick aus.
Becker trat zunächst in die SPD ein und gehörte Anfang der 1920er Jahre der USPD an, die sich von der Mutterpartei abgespalten hatte. Ab 1922 war er wieder Mitglied der Sozialdemokraten. Bei der Reichstagswahl im September 1930 kandidierte er für den Reichstag, verpasste aber den Einzug ins Parlament. Im April 1932 wurde er als Abgeordneter in den Preußischen Landtag gewählt, dem er bis zum Ablauf der vierten Legislaturperiode 1933 angehörte. Im Landtag vertrat er den Wahlkreis 3 (Potsdam II).